# Paralacydes scapulosa
Paralacydes scapulosa är en fjärilsart som beskrevs av Hans Daniel Johan Wallengren 1876. Paralacydes scapulosa ingår i släktet Paralacydes och familjen björnspinnare. Inga underarter finns listade i Catalogue of Life.